# Dicranum diplospiniferum
Dicranum diplospiniferum là một loài Rêu trong họ Dicranaceae. Loài này được C. Gao & C.W. Aur mô tả khoa học đầu tiên năm 1980.